# Euskelia
Euskelia (от др.-греч. eu — настоящая, и др.-греч. skelos — конечность) — клада темноспондилов, существовавших в течение карбона — перми, 310—249 млн лет назад. В 2000 году группу определили как таксон, включающий всех темноспондилов, которые состоят в более близком родстве с эриопсом (Eryops), чем с паротозухом (Parotosuchus).

## Характеристика
У представителей группы наблюдаются хорошо окостеневшие конечности с развитыми гребнями и отростками, к которым крепились мышцы, отсюда и название клады. Ширина посттеменных костей в четыре раза превышает их длину; в верхней челюсти имеется большая пластинчатая перегородка, расположенная на дне носовой полости, у которой ограниченный контакт с крышей черепа. Отсутствует дорсальный нёбный отросток, имеется удлинённый цилиндрический или полуцилиндрический внутренний отросток крыловидной кости, примыкающий к базальному отростку парасфеноида. 

## Систематика
- Надсемейство Dissorophoidea
  - Семейство Micromelerpetontidae
  - Семейство Trematopidae
  - Семейство Amphibamidae
  - Семейство Dissorophidae
  - Семейство Doleserpetontidae
- Надсемейство Eryopoidea
  - Семейство Zatrachydidae
  - Семейство Eryopidae